# دافيد بيلينغير
دافيد بيلينغير (بالإسبانية: David Belenguer) (مواليد 17 ديسمبر 1972 في غيلاسار دي مار - إسبانيا) لاعب كرة قدم إسباني يلعب حاليا لصالح نادي الدرجة الأولى خيتافي الإسباني منذ 2004 في مركز قلب الدفاع .

## روابط خارجية
- دافيد بيلينغير على موقع قاعدة بيانات كرة القدم.إي يو (الإنجليزية)
- دافيد بيلينغير على موقع Soccerway.com (الإنجليزية)
- دافيد بيلينغير على موقع عالم كرة القدم.نت (الإنجليزية)